# Oktawiusz Hanowerski
Oktawiusz Hanowerski (ur. 23 lutego 1779, zm. 3 maja 1783) – brytyjski książę, trzynaste dziecko i ósmy syn króla Jerzego III i królowej Charlotty. 

## Życiorys
Urodził się 23 lutego 1779 r. w Pałacu Buckingham w Londynie. Ochrzczony został 23 marca w St. James’s Palace przez arcybiskupa Canterbury Fredericka Cornwallisa. Jego rodzicami chrzestnymi byli: Karol I Brunswick-Wolfenbüttel, Fryderyk II Mecklenburg-Schwerin i Luiza Augusta Hessen-Darmstadt.
Król Jerzy był niezwykle oddany synowi. Oktawiusz był bliski starszej siostrze Zofii. Gdy miał dziewiętnaście miesięcy, urodził się jego młodszy brat Alfred. Pół roku po śmierci Alfreda został zaszczepiony przeciwko ospie prawdziwej, a kilka dni później zachorował i zmarł jako czterolatek 3 maja 1783 około godziny ósmej rano w Pałacu Kew. Był ostatnim członkiem brytyjskiej rodziny królewskiej zmarłym na ospę prawdziwą. 10 maja został pochowany obok Alfreda w Opactwie Westminsterskim. 11 lutego 1820 jego grób został przeniesiony do kaplicy św. Jerzego na zamku Windsor.
Według królowej Charlotty, jego śmierć była nieoczekiwana. Miało to znaczący wpływ, zarówno mentalny jak i psychiczny na królową Charlottę, która wówczas była w ciąży ze swym najmłodszym dzieckiem, księżniczką Amelią. Jerzy ubolewał nad Oktawiuszem, czasem miewał halucynacje, w których widział zmarłego syna.